# Охеда, Фабрисио
Фабрисио Охеда (исп. Fabricio Ojeda, 6 февраля 1929, Боконо — 21 июня 1966, Каракас) — венесуэльский журналист и подпольщик, затем депутат Конгресса и партизанский руководитель.

## Биография
Родился в городе Боконо, штат Трухильо. С времен установления режима Переса Хименеса, работает журналистом в ежедневной газете «El Nacional». В 1957 году пригласил двух однопартийцев из созданной им либеральной партии «Республиканский демократический союз» и одного коммуниста обсудить перспективы свержения военной диктатуры Переса Хименеса, став таким образом руководителем подпольной «Патриотической хунты», которая 23 января 1958 г. начнет восстание против диктатора.
В 1958 году избирается депутатом от «Республиканского демократического союза» в Конгресс Венесуэлы, но с началом президентства Ромуло Бетанкура недовольство проводимой им политикой стало расти, пока, 30 июня 1962 г., Фабрисио Охеда не бросил своё депутатское кресло и не ушел в Анды формировать партизанские отряды для борьбы с президентом-антикоммунистом.
20 июня 1966 г. Фабрисио Охеда был арестован на конспиративной квартире и 21 июня повешен в тюремной камере политической полицией.